# Pauline Lautaud
Pauline Lautaud, née à Pignan le 9 novembre 1864 et décédée à Montpellier le 05 août 1897, est la troisième femme et la première française diplômée de la faculté de Médecine de Montpellier.

## Biographie
Née à Pignan, dans l'Hérault, le 9 novembre 1864, Pauline Léonie Lautaud obtient son baccalauréat es-Lettres en 1886. L'année suivante, elle s'inscrit à la Faculté de médecine de Montpellier. En 1894, elle soutient sa thèse intitulée Contribution à l'étude de la dystocie cervicale, sous la présidence du professeur Grynfeldt. Le jury comportait également deux agrégés : Estor et Lapeyre. Son travail retient diverses causes de la dystocie cervicale dont la syphilis, ce qui avait déjà été abordé à Paris dans la thèse de Madame E.M. Mesnerd en 1884-1885. Pauline Lautaud est la troisième femme et la première française diplômée de la faculté de Médecine de Montpellier.